# Булана масть

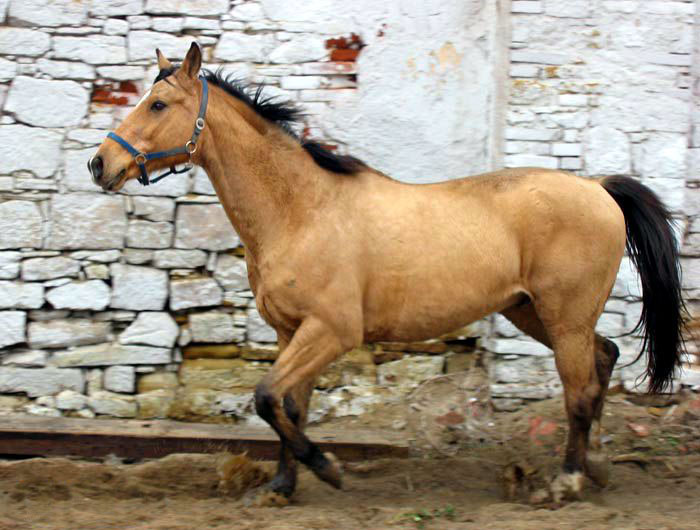
Буланий кінь.

Бул́ана масть — одна з похідних мастей коней, що виникла внаслідок генетично обумовленого явища амеланізму, часткової втрати або ослаблення пігменту коней. Лошата буланої масті зазвичай народжуються світлішими за гнідих, зі світлішою шерстю та ознаками своєї базової масті (пігментованою шкірою, чорними захисним волоссям, темною кромкою вуха та контрастно чорною нижньою частиною ніг), з віком відтінок масті може змінюватись.

## Опис

### Головні ознаки
- Усі відтінки жовтого: від молочно-білого, піщано-жовтого, до насиченого жовтого та жовтогарячого на тілі коня, що визначається дією пігменту феомеланіну, частково чи суттєво освітленого, окрім «чорних міток».
- Чорні мітки — ділянки чорного кольору, що виникли завдяки дії еумеланіну. До чорних міток відносять наступні області: нижня частина ніг (від копита до зап'ястя і скакального суглоба, іноді вище), захисне волосся (грива та хвіст), кромка вуха.
- Іноді можна помітити домішку чорного волосся на тулубі.

### Відтінки буланої масті
Відтінки — лише візуальна характеристика масті коней, що не має генетичного підпорядкування, оскільки відтінок однієї та тої самої масті може суттєво змінюватися під впливом навколишнього середовища та на різних стадіях розвитку організму (впродовж життя коня). Виділяють наступні відтінки буланої масті коней:
- Ясно-булана (світло-булана, молочно-булана)
- Булана (типова булана, карамельно-булана)

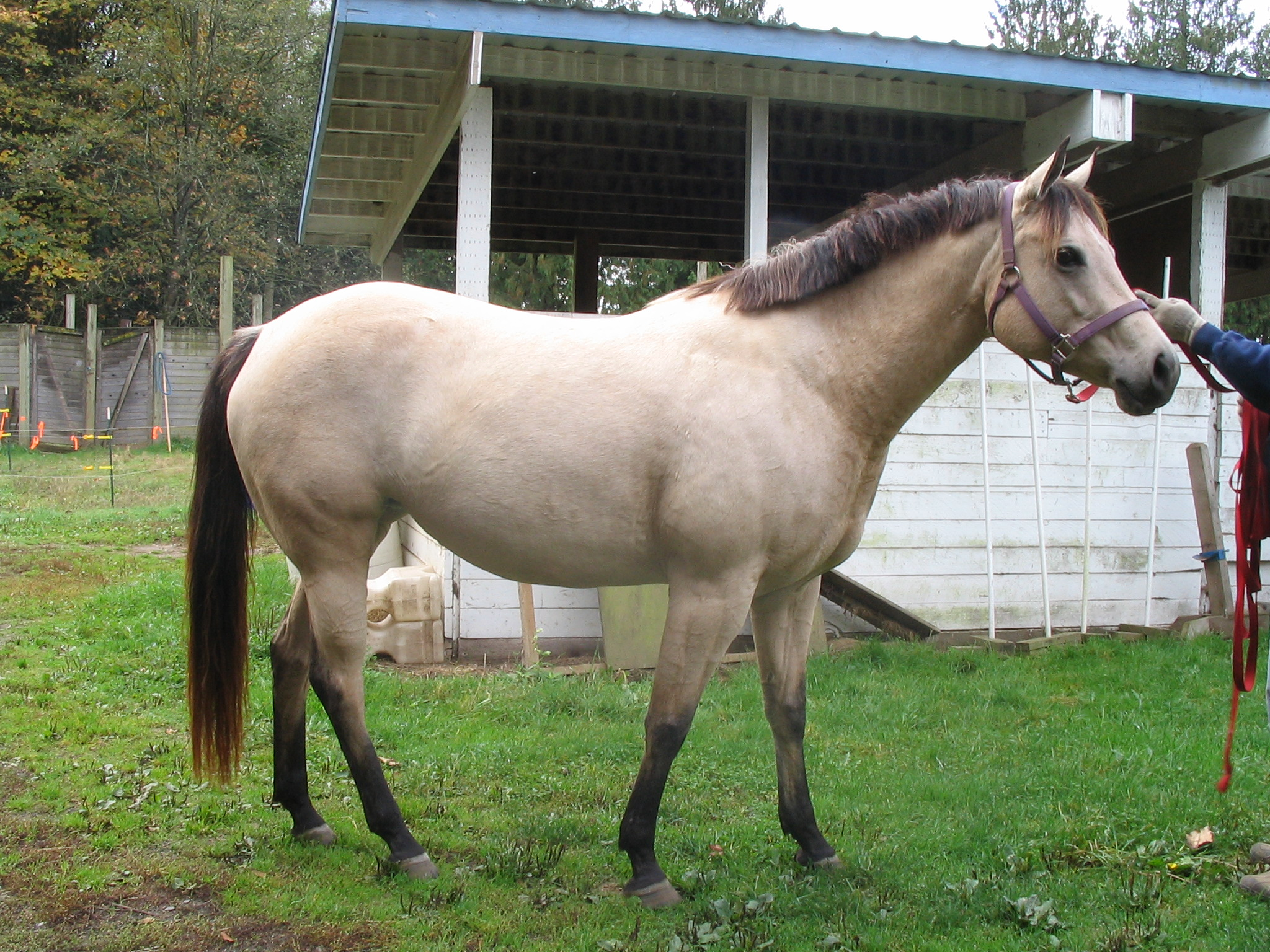
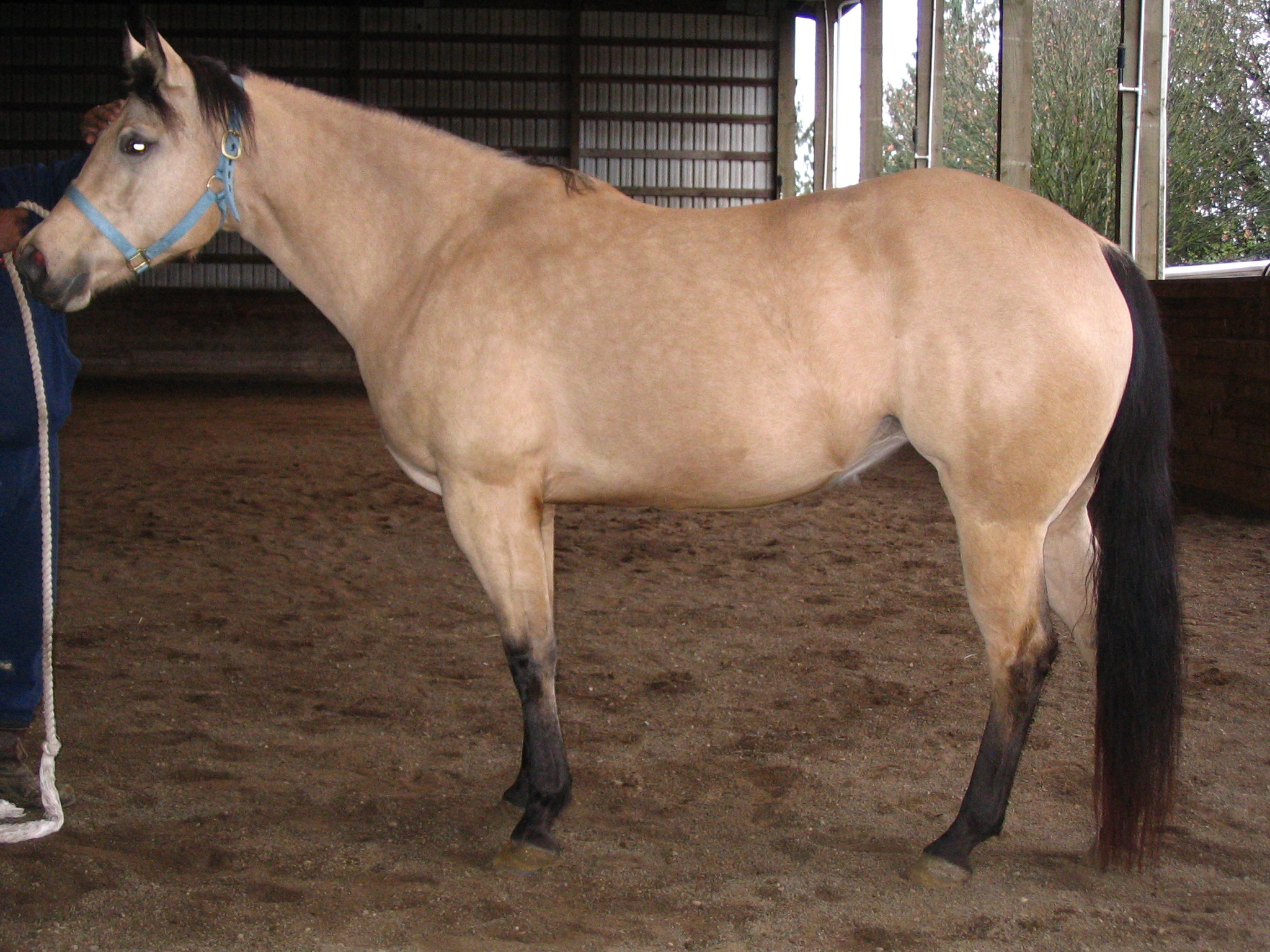
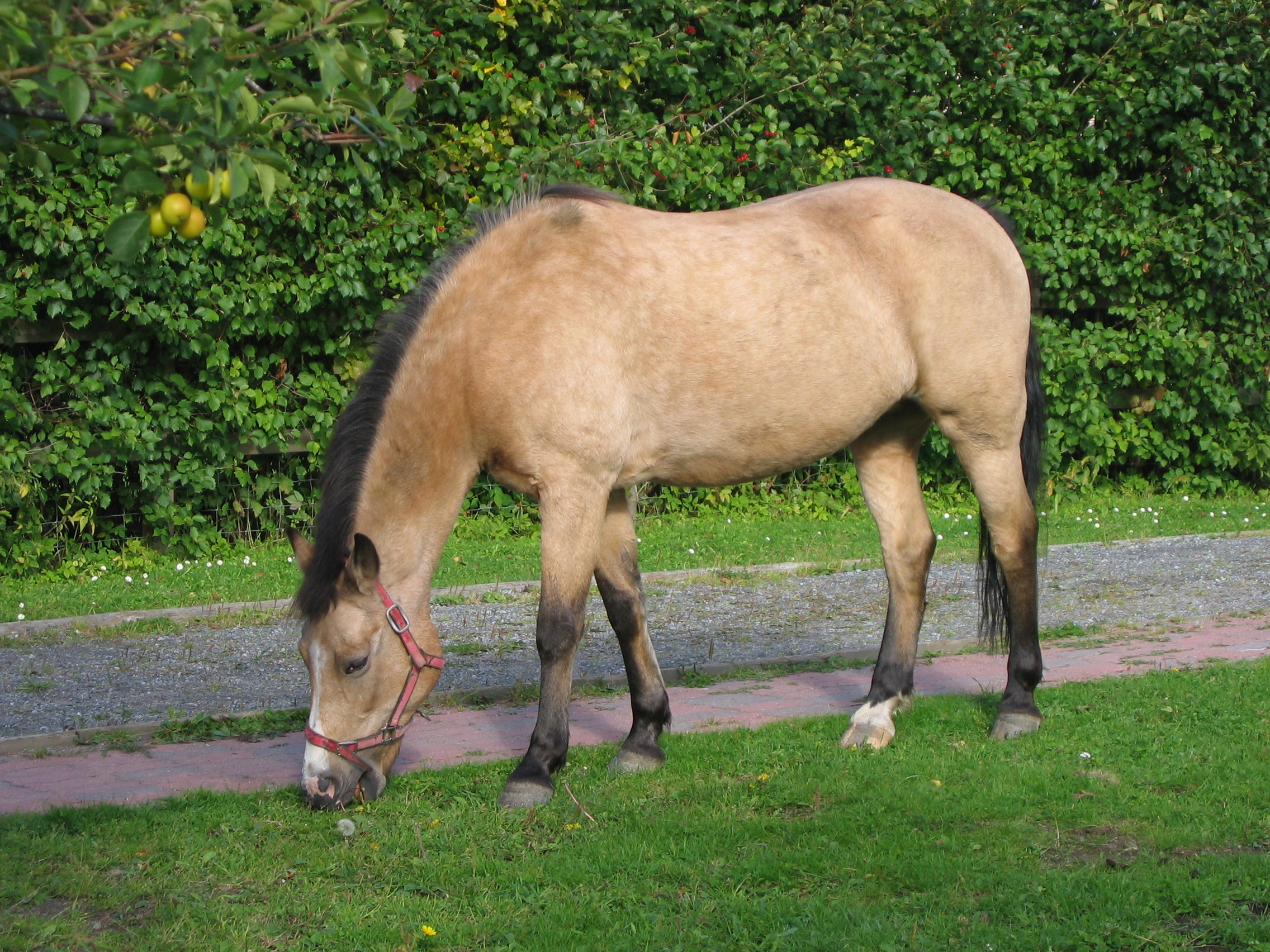
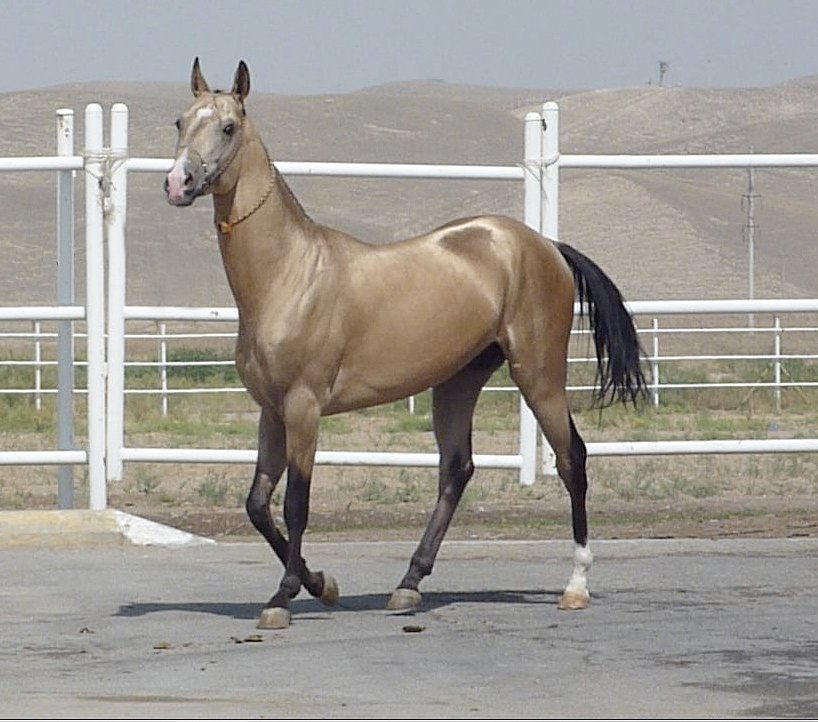
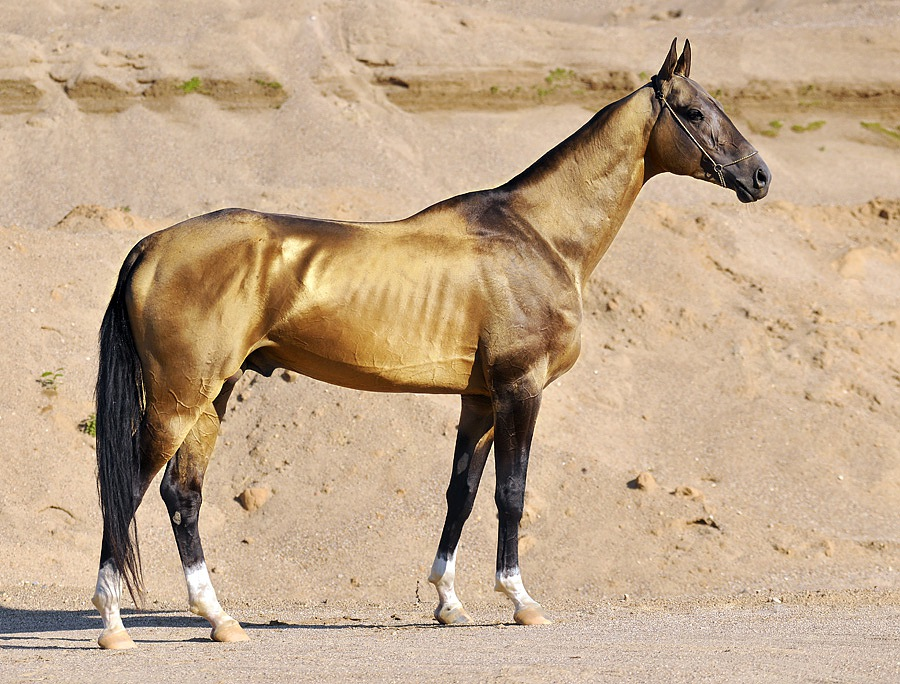
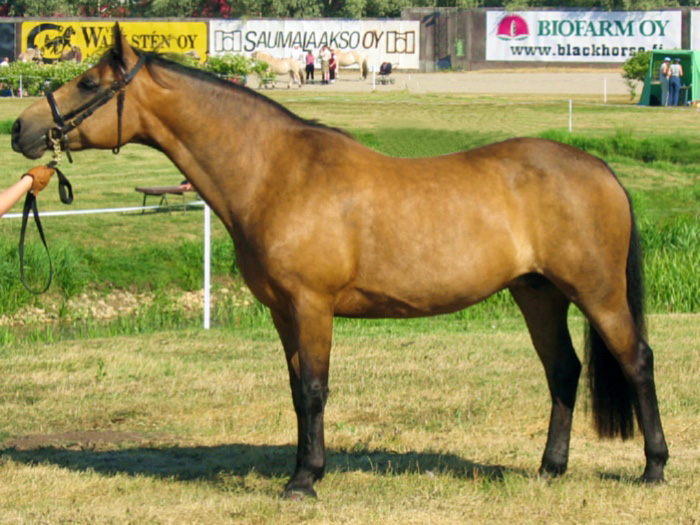
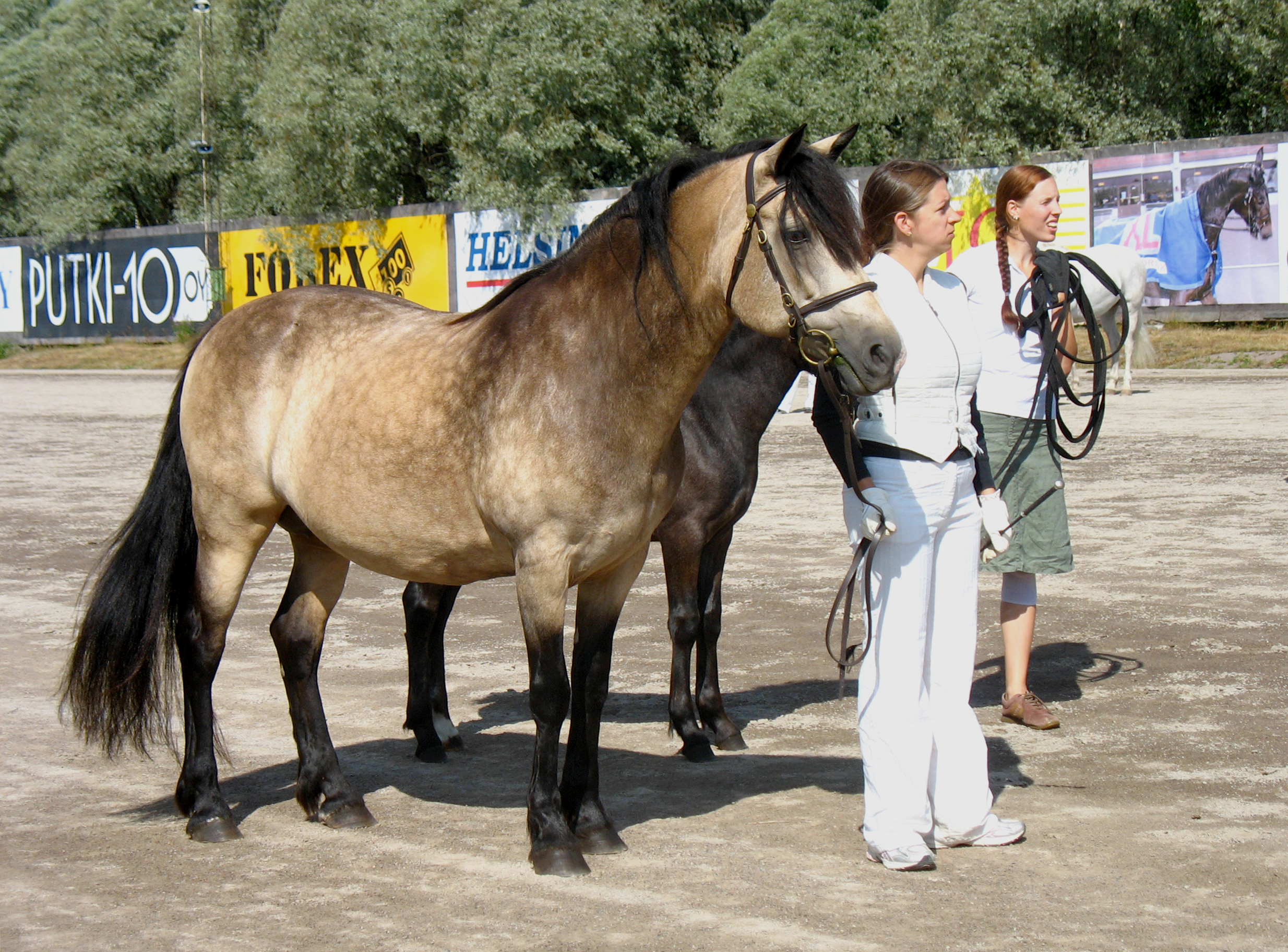
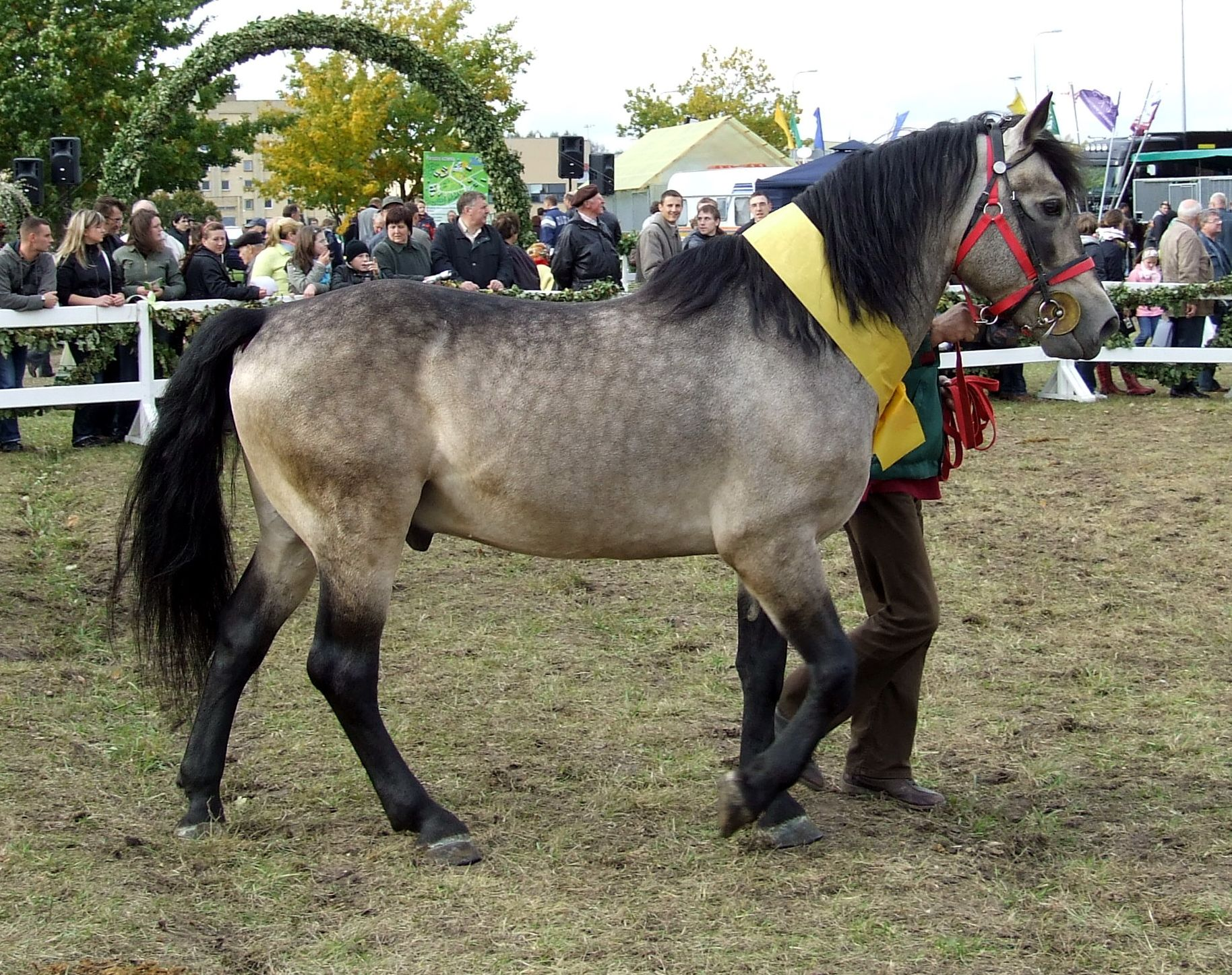
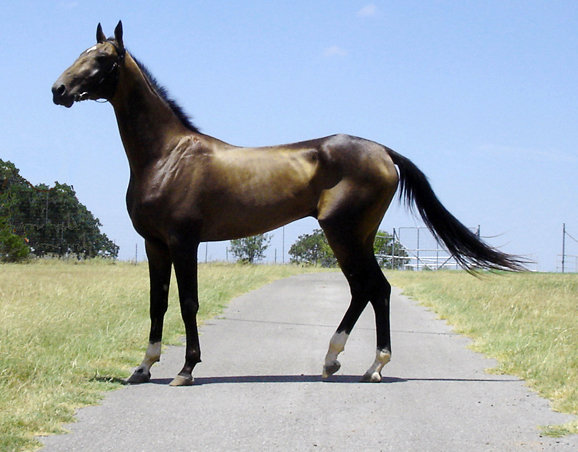
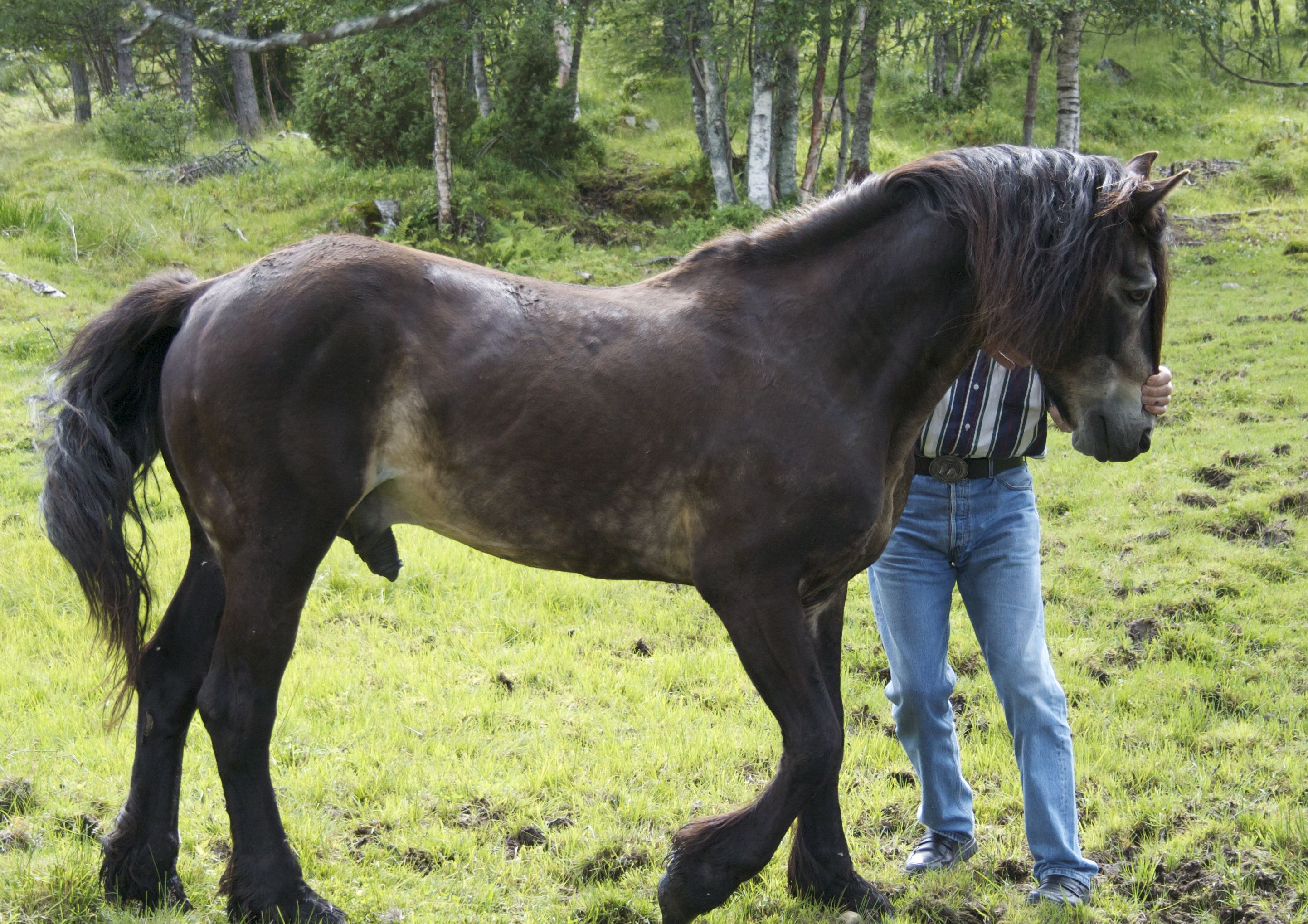

- Булана в яблука
- Темно-булана (вугільно-булана)

## Поширення
Булана масть може існувати лише в тих породах, де зустрічається кремовий тип мастей. На території України булана масть з усією палітрою відтінків є в орловській рисистій, торійській, більшості порід поні, деяких інших породах та у безпородних коней. Буланої масті не може бути в арабській чистокровній, гуцульській, більшості порід ваговозів та деяких інших породах, де ця масть вважалась небажаною і зазнала елімінації.

## Генетика
За булану масть відповідають щонайменше три гени, це Agouti, Extension та Cream. Agouti та Extension відомі як такі, що відповідають за базову масть коня (тобто гніду, ворону або руду), а ген Cream відомий як ген-освітлювач пігментів (за наявності однієї копії гена освітлюється феомеланін, за наявності двох копій — зазнають змін обидва пігменти феомеланін та еумеланін) у коней. Лише за наявності комбінації гнідої базової масті з одинарним освітлювачем кремового типу мастей можна виявити результат у вигляді буланої масті. Іноді булану масть візуально не відрізнити від гнідої чи саврасої, тоді звертаються до ДНК-тестів на відповідні гени та роблять детальний генеалогічний аналіз. Булану масть часто плутають з гнідо-саврасою, але за останню відповідають домінантні алелі Dun, а не Cream, крім того, трапляються коні з багатьма комбінаціями генів, тоді масть має відповідну до її генотипу назву — булано-савраса, ірисово-булана, булано-ряба, булано-чала тощо.

## Символізм
Згадується буланий кінь в багатьох творах української літератури і має безліч аналогів іншими мовами.
«Сідлай коня вороного, а під себе ще буланого» (П. Чубинський).
«Того ж таки дня запріг він буланого в санчата й повіз жінку кататися» (М. Коцюбинський).
«- Чи не бачили ви, дядьку, Тут буланого коня?» (О. Олесь).
«- Була, бач, така дівка, краля мальована, „Фійоною“ звалась… А піди, Наталко, он буланий заплутався на долині» (І. Багряний).
«Порівнявшись із крупом степовикового коня, він здійняв над головою гатило, здійняв обома руками, та ледве не вбив свого воронюка, тоді здійняв удруге, й степовиків буланий упав на задок з розтрощеним крупом» (І. Білик).
«А Маковеїв буланий ішов попаски поруч з Сагайдиним, по коліна забродячи в червоні маки» (О. Гончар).
«Вона свиснула в пальці, її буланий, що гуляв з піднесеним вгору хвостом і наїженою гривою, на той свист став, заіржав весело і прибіг до Марусі, мов пес до свого пана» (А. Чайковський).

Коні буланої масті в живописі.
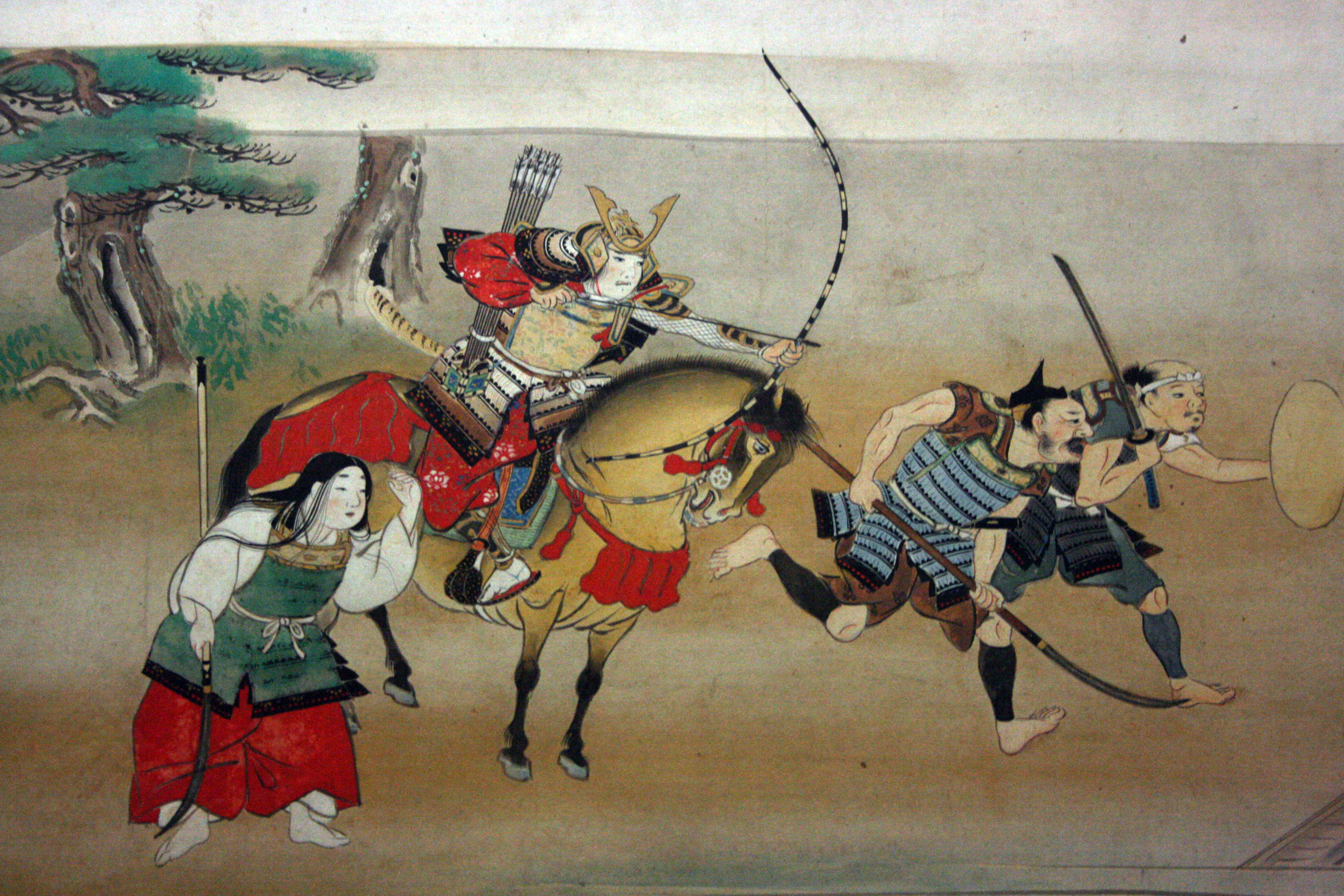
Ілюстрована історія нічного нападу на резиденцію Йошіцуне в Хорікаві, 16 ст.
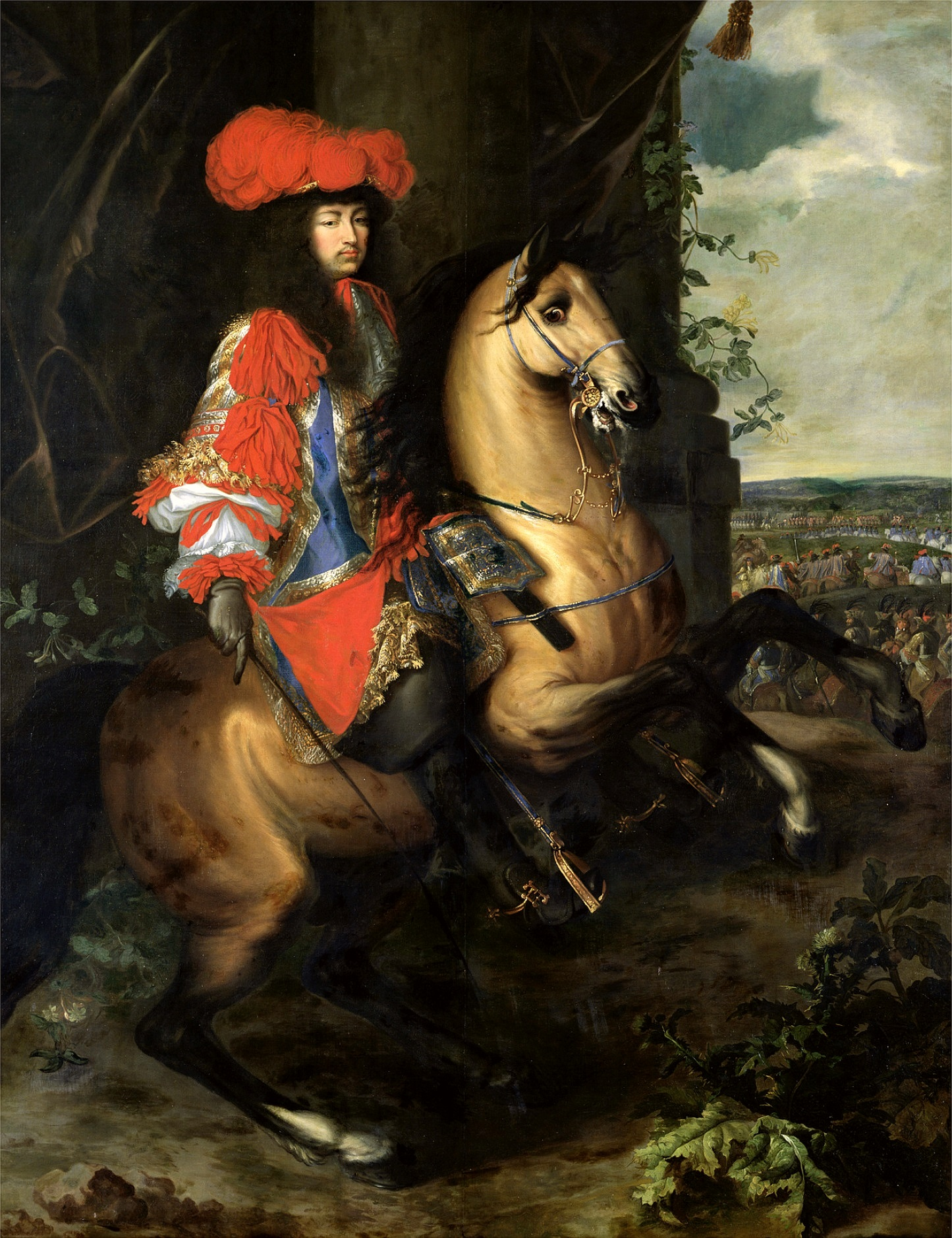
Кінний портрет Людовика XIV, 17 ст., Шарль Лебрен.
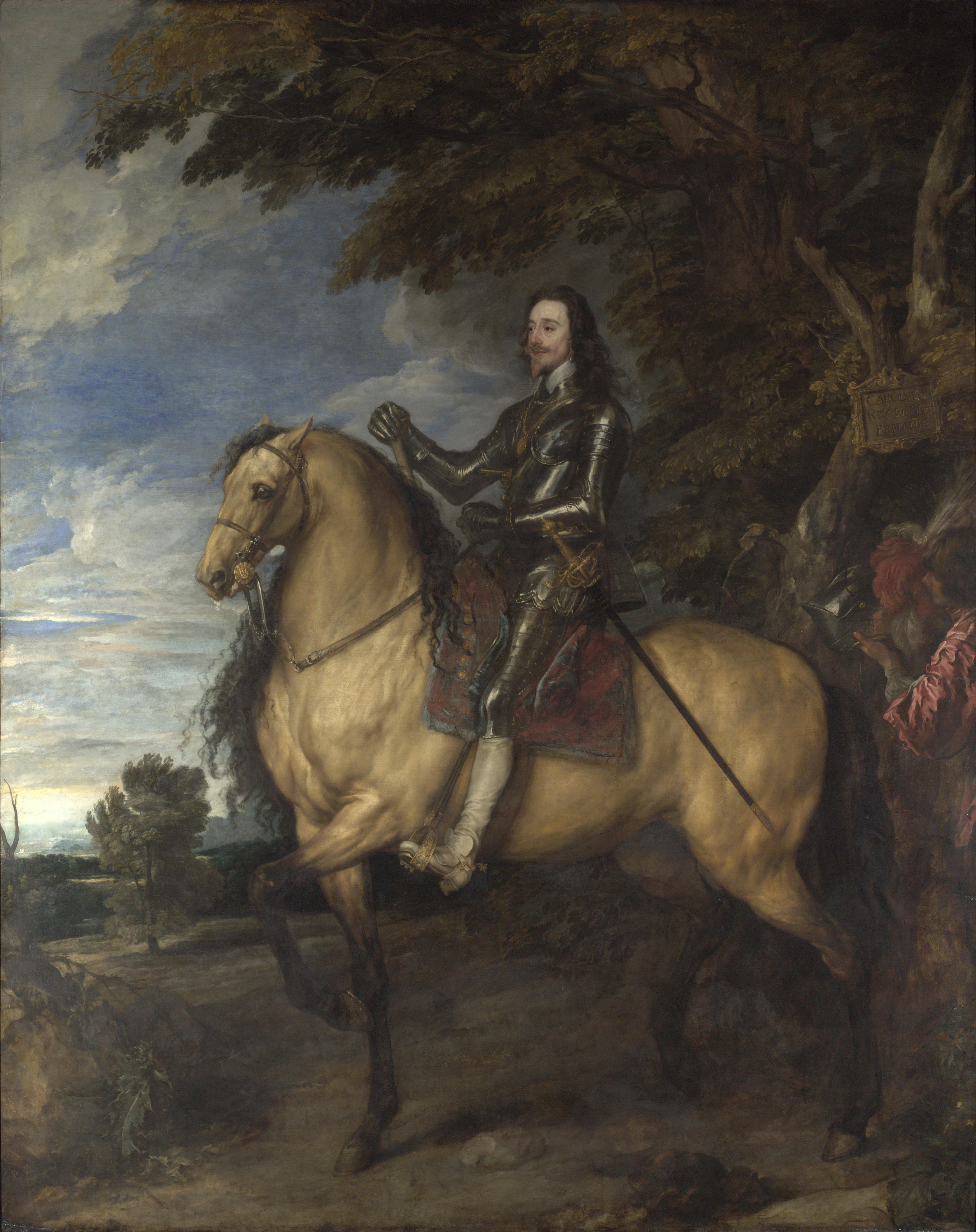
Кінний портрет Карла І, 1638, Антоніс ван Дейк.
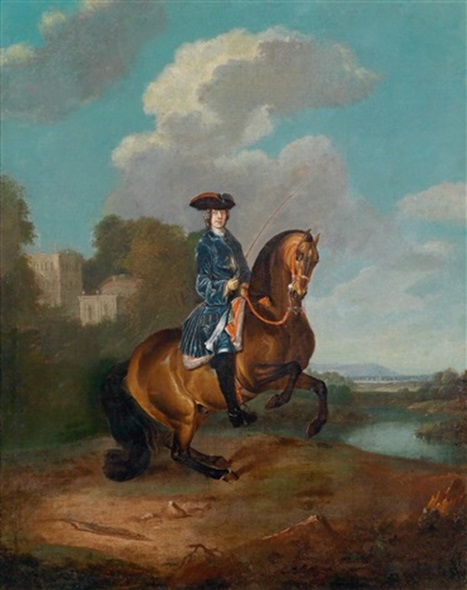
Кінний портрет Карла VI Габсбургського, 18 ст.
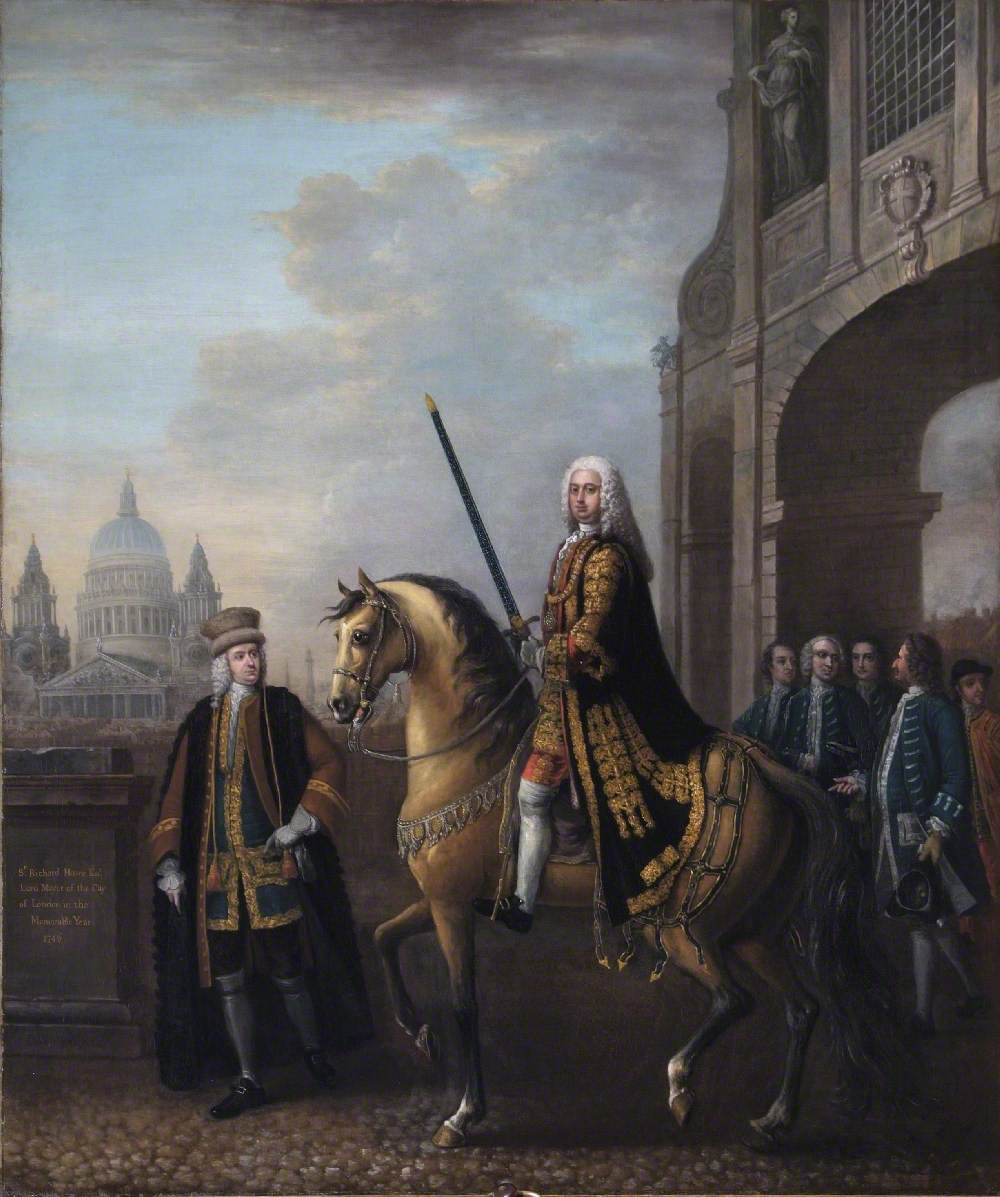
Кінний портрет Річарда Гора, 1746, англійський живописець Джон Вуттон.
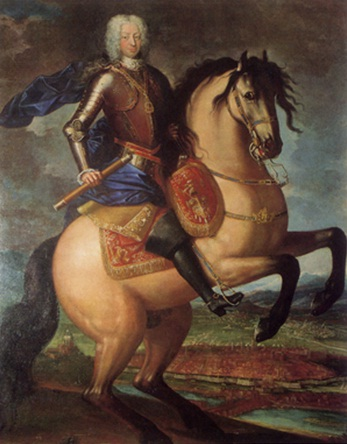
Кінний портрет Карла Еммануїла ІІІ, 1740-1750, італійська художниця Марія Джованна Клементі.
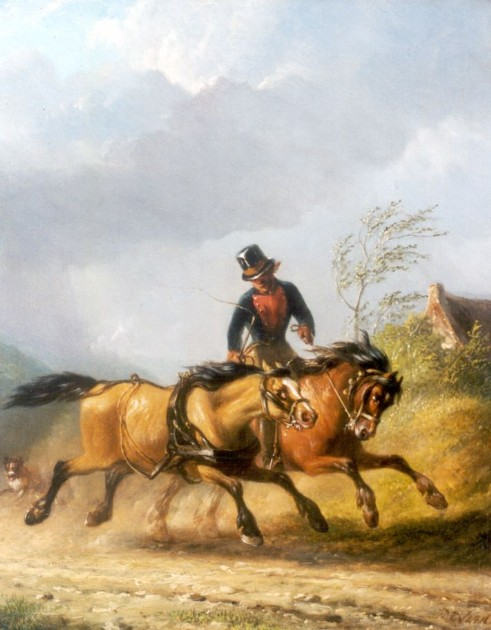
Вершник на гнідому коні стримав буланого, 19 ст., Пітер Фредерік ван Ус.
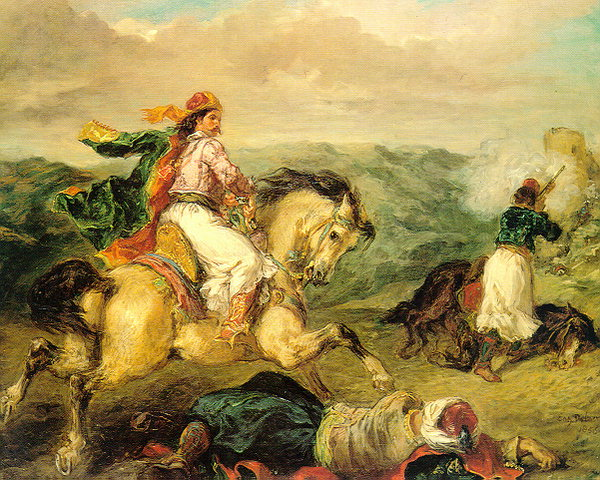
Грецький воїн-вершник, 1856, Ежен Делакруа.
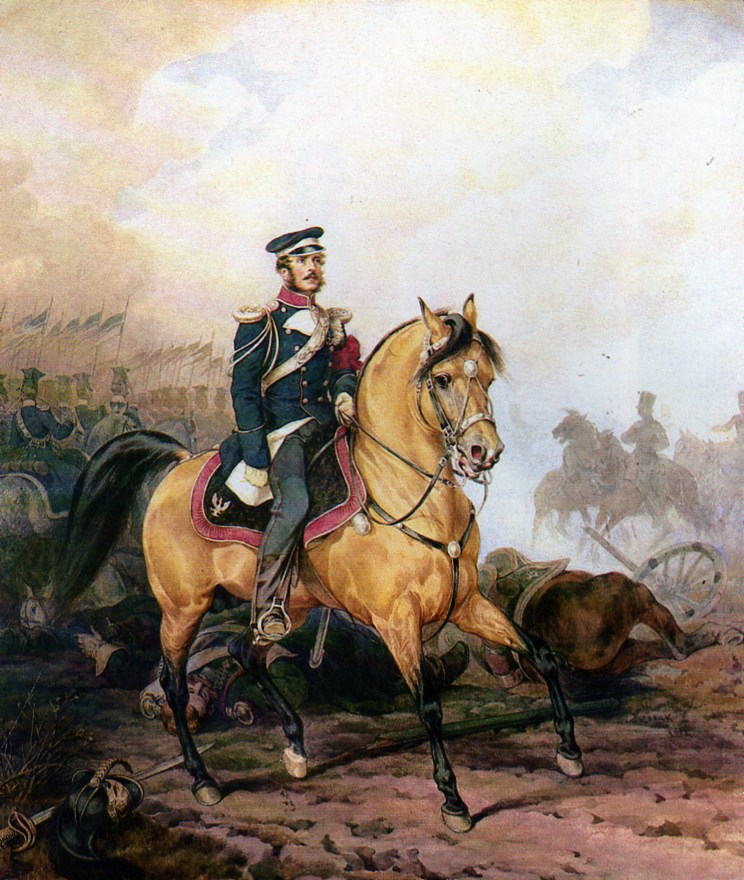
Князь Владислав Санґушко, 1874, Юліуш Коссак.
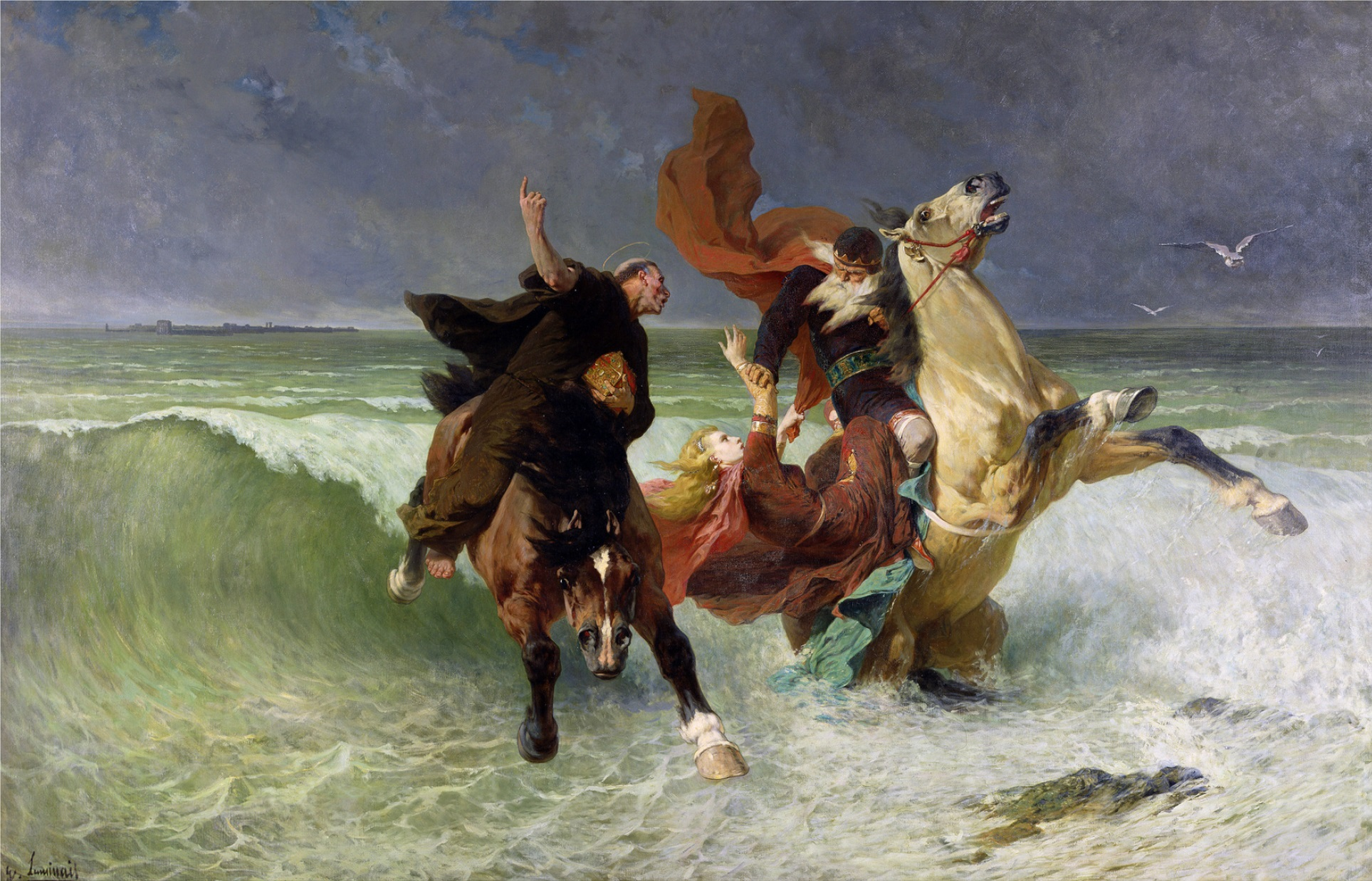
Політ Градлона Мавра, 1884, французький живописець Еварісте Віталій Люмінес.